# Enicocorinae
Enicocorinae is een onderfamilie van oeverwantsen. De familie werd voor het eerst wetenschappelijk beschreven door Popov in 1980.

## Taxonomie
De onderfamilie bevat de volgende geslachten:

- Baissotea Ryzhkova, 2015
- Mesolygaeus Ping, 1928
- Mongolocoris Ryzhkova, 2012
- Propritergum Zhang, Engel, Yao & Ren, 2014
- Ulanocoris Ryzhkova, 2012